# Die Schattenlinie (Tankred Dorst)
Die Schattenlinie ist ein Drama von Tankred Dorst, das er unter Mitarbeit von Ursula Ehler verfasst hat. Die Uraufführung war am 28. Januar 1995 im Akademietheater Wien unter der Regie von Hans Hollmann. Klaus Emmerich brachte am 3. März desselben Jahres im Cuvilliés-Theater München das Stück auf die deutsche Bühne.

## Inhalt
Malthus und seine Ehefrau Lil haben drei Kinder, von denen eins körperlich und geistig schwer behindert ist. Malthus, ein Kenner und Liebhaber der Werke von G. E. Lessing, hält in einer Akademie für Erwachsenenbildung Vorträge, unter anderen zum Thema „Harmonie und Gewalt in den Kulturen der Menschheit“. Durch seine Tätigkeit in der Akademie scheint sein finanzielles Auskommen gesichert. Malthus gilt bei seinen Kollegen als umgänglich und tolerant, wenn auch manchmal als penetrant moralisch. Malthus bereitet sein jüngerer Sohn Jens Sorgen. Jens bleibt mitunter tagelang von zu Hause fort, treibt sich in der rechtsradikalen Szene herum, wird gelegentlich von seinen Kumpanen brutal zusammengeschlagen und findet das ganz in Ordnung. Alle Erziehungsversuche des Vaters prallen an ihm ab. Malthus nennt seinen Sohn einen „spätpubertären Spinner“, der statt Lessing „rassistisches Geschmiere“ als Lektüre bevorzugt.
Die Polizei hat Jens wegen eines Falles von Störung der Totenruhe schriftlich vorgeladen. Nachdem Malthus dem Sohn ins Gewissen geredet hat, schlägt Jens die Wohnungseinrichtung kurz und klein und verprügelt seinen Vater. Nachdem Jens einen Professor aus Sierra Leone, einen schwarzen Afrikaner, erstochen hat, wird er vor Gericht gestellt. Während der Gerichtsverhandlung will Malthus seinen Sohn verteidigen. Der Richter hört ihn aber nicht an, wartet auf die Aussage des Angeklagten, der sich ausschweigt. Jens wird verurteilt. Ein Versuch, aus dem Gefängnis auszubrechen, scheitert.
Malthus verlässt auf eigenen Wunsch seine Akademie und lebt getrennt von Ehefrau und Tochter in einem Wohnwagen auf einer Müllkippe. Als ihn die Tochter aufsucht, weiß er im Gespräch plötzlich nicht mehr, wer Lessing war. Zum Schluss des Stücks erscheint dem nun geistesgestörten Malthus der Ermordete. Malthus singt und tanzt zu dem Phänomen.

## Form
Das Stück besteht aus dreizehn Bilder. Dem Stück vorangestellt ist ein Prolog, der im Theater gelegentlich auch als Epilog gespielt wird.

## Rezeption
1995 produzierte der Süddeutsche Rundfunk eine Hörspielbearbeitung des Stücks. Unter der Regie von Hans Gerd Krogmann waren Dieter Kirchlechner (Malthus), Johanna Liebeneiner (Lil), Jens Wawrczeck (Jens) und Frauke Poolman (Jennifer) als Sprecher beteiligt.

## Kritik
- Apropos Lessing. Erken fasst das Werk unter anderen auch als Gesellschaftskritik auf; genauer, Kritik an der Kraft, die der „Vernunftsprache der Aufklärung“[5] in der Postmoderne zur Problembewältigung noch innewohnt.
- Benjamin Henrichs am 3. Februar 1995 in der „Zeit“: Mein Vater mein Feind.